# 小行星9784
小行星9784（英語：9784 Yotsubashi）是一颗围绕太阳公转的小行星。1994年12月31日，小林隆男在大泉天文台发现了此天体。
这颗小行星的绝对星等为3.793463899071532等。